# Élections fédérales canadiennes de 2015 à Terre-Neuve-et-Labrador
Les élections fédérales canadiennes de 2015 ont lieu le 19 octobre 2015 à Terre-Neuve-et-Labrador comme au reste du Canada. Terre-Neuve-et-Labrador est représentée par 7 députés à la Chambre des communes soit autant que lors des précédentes élections, mais les circonscriptions ont été redécoupées.
Comme ailleurs au Canada atlantique, le Parti libéral réalise un balayage complet de la province.

## Résultats provinciaux
| Parti | Parti        | Voix    | Voix   | Siège |
| ----- | ------------ | ------- | ------ | ----- |
|       | Libéral      | 165 268 | 64,5 % | 7 / 7 |
|       | NPD          | 53 898  | 21,0 % | 0 / 7 |
|       | Conservateur | 26 440  | 10,3 % | 0 / 7 |
|       | Vert         | 2 761   | 1,1 %  | 0 / 7 |
|       | Indépendants | 7 501   | 2,9 %  |       |

## Résultats par circonscription
| Circonscription                   | Candidats | Candidats                         | Candidats | Candidats                        | Candidats | Candidats                     | Candidats | Candidats                      | Candidats | Candidats                                                         |  | Député sortant                                   |  |
| Circonscription                   |           | Conservateur                      |           | NPD                              |           | Libéral                       |           | Vert                           |           | Autre                                                             |  | Député sortant                                   |  |
| --------------------------------- | --------- | --------------------------------- | --------- | -------------------------------- | --------- | ----------------------------- | --------- | ------------------------------ | --------- | ----------------------------------------------------------------- |  | ------------------------------------------------ |  |
| Avalon                            |           | Lorraine E, Barnett 4 670 11,10%  |           | Jeannie Baldwin 6 075 14,43%     |           | Ken McDonald 23 528 55,90%    |           | Krista Byrne-Puumala 228 0,54% |           | Scott Andrews (Ind.) 7 501 17,82% Jennifer McCreath (FD) 84 0,20% |  | Scott Andrews                                    |  |
| Bonavista—Burin— Trinity          |           | Mike Windsor 3 534 10,07%         |           | Jenn Brown 2 557 7,29%           |           | Judy M, Foote 28 704 81,80%   |           | Tyler John Colbourne 297 0,85% |           |                                                                   |  | Judy Foote Random—Burin—St. George's             |  |
| Coast of Bays—Central— Notre Dame |           | Kevin George O'Brien 6 479 18,28% |           | Claudette Menchenton 2 175 6,14% |           | Scott Simms 26 523 74,82%     |           | Elizabeth Perry 271 0,76%      |           |                                                                   |  | Scott Simms Bonavista—Gander—Grand Falls—Windsor |  |
| Labrador                          |           | Peter Penashue 1 716 13,87%       |           | Edward Rudkowski 1 779 14,38%    |           | Yvonne Jones 8 878 71,75%     |           |                                |           |                                                                   |  | Yvonne Jones                                     |  |
| Long Range Mountains              |           | Wayne Ruth 5 085 12,16%           |           | Devon Babstock 4 739 11,33%      |           | Gudie Hutchings 30 889 73,85% |           | Terry Cormier 1 111 2,66%      |           |                                                                   |  | Gerry Byrne† Humber—St. Barbe—Baie Verte         |  |
| St. John's-Est                    |           | Deanne Stapleton 2 938 6,55%      |           | Jack Harris 20 328 45,29%        |           | Nick Whalen 20 974 46,73%     |           | David Anthony Peters 500 1,11% |           | Sean Burton (Comm.) 140 0,31%                                     |  | Jack Harris                                      |  |
| St. John's-Sud—Mount Pearl        |           | Marek Krol 2 047 4,57%            |           | Ryan Cleary 16 467 36,76%        |           | Seamus O'Regan 25 922 57,86%  |           | Jackson McLean 365 0,81%       |           |                                                                   |  | Ryan Cleary                                      |  |